# It Must Be Love (Labi Siffre)
It Must Be Love is een single uit 1971 van de Brits-Nigeriaanse zanger Labi Siffre. Het was een internationale hit maar is vooral bekend in de uitvoering van de ska-popband Madness.

## Achtergrond
De nutty boys zouden het oorspronkelijk spelen als cover tijdens een radiosessie, maar door tijdgebrek besloten ze om het te bewaren voor een op stapel staande tournee door Engeland. Wegens overweldigende reacties van het publiek (en van platenbaas annex clipregisseur Dave Robinson) werd er een studioversie gemaakt die 27 november 1981 het levenslicht zag. De B-kant was het country-getinte Shadow On The House en aan de 12-inch-versie werd de tropische albumtrack Mrs. Hutchinson toegevoegd; in Nederland was dit de A-kant van It Must Be Love. In de bijbehorende clip zijn de bandleden in het zwart gekleed en doet gitarist Chris Foreman een gevaarlijke onderwaterstunt; Labi Siffre komt ook in de videoclip voor als een van de strijkers.
It Must Be Love haalde in december 1981 de vijfde plaats in de Engelse hitlijsten en werd bekroond met goud.
In 1983 werd het in Amerika uitgebracht als opvolger van de top 10-hit Our House, maar met minder succes.
In 1989, tijdens het Madnessloze tijdperk, werd It Must Be Love opnieuw uitgebracht naar aanleiding van de solo-uitvoering van zanger Suggs in de film The Tall Guy. In 1992 volgde wederom een heruitgave als voorproefje van de hitverzamelaar Divine Madness; niet alleen bracht het Madness na acht jaar weer in de top 10, ook zwichtte de voltallige band voor de verleiding om weer bij elkaar te komen voor optredens en uiteindelijk nieuw materiaal.
It Must Be Love geldt tegenwoordig als live-klassieker die steevast wordt opgedragen aan echtgenotes van de bandleden of aan verliefde stellen in het publiek. Labi Siffre is zijn belofte om een nummer van Madness te coveren nooit nagekomen.

## Overige covers en gebruik in media
- Speciaal voor een Volvo-reclame werd een nummer gecomponeerd dat weg heeft van It Must Be Love, maar al snel koos men toch voor het originele arrangement van Madness.
- In een scène uit de film Uitgesloten over de verboden liefde tussen een Jehova's getuige en een meisje uit de kraakbeweging. De film speelt zich echter af in 1980, een jaar voordat de single uitkwam.
- Jasper Steverlinck van de band Arid nam het solo op als piano-ballad.
- In de reclamespots van Eredivisie Live als new wave cover.
- Het Villa Achterwerk-programma Over Liefde, waarin schoolkinderen terugblikken op hun kortstondige relaties, gebruikte de Madness-versie als herkenningstune.
- In een aflevering van Jiskefet uit 2004 playbackte Oboema op de versie van Labi Siffre.

## NPO Radio 2 Top 2000
| Nummer met noteringen in de NPO Radio 2 Top 2000 | '99  | '00 | '01  | '02  | '03  |
| ------------------------------------------------ | ---- | --- | ---- | ---- | ---- |
| It Must Be Love (Labi Siffre)                    | 1451 | -   | 1823 | 1638 | 1983 |

1. ↑  Een '-' betekent dat het nummer niet was genoteerd en een vetgedrukt getal geeft de hoogste notering aan.
2. ↑  Deze tabel is bijgewerkt tot en met de laatste editie (2024).